# Narraga nelvae
Narraga nelvae är en fjärilsart som beskrevs av Rothschild 1912. Narraga nelvae ingår i släktet Narraga och familjen mätare. Inga underarter finns listade i Catalogue of Life.